# Igino Benvenuto Supino

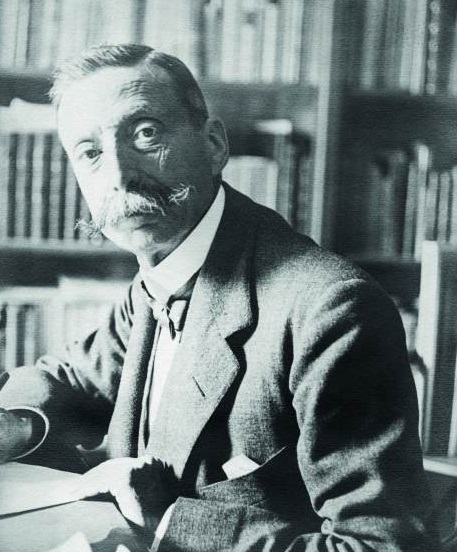
Igino Benvenuto Supino

Igino Benvenuto Supino (* 29. September 1858 in Pisa; † 4. Juli 1940 in Bologna) war ein italienischer Maler und Kunsthistoriker.

## Leben und Wirken
Igino wuchs im Hause seines begüterten jüdischen Vaters, des Kunstliebhabers und Münzsammlers Moisè Supino (1812–1878) auf. Nach dem Schulbesuch blieb er in Pisa und ging bei dem Historienmaler Alessandro Lanfredini (1826–1900) in die Lehre. 1883 wechselte er zu Antonio Ciseri an die Florentiner Accademia. In Florenz lernte er die Macchiaioli Giovanni Fattori und Telemaco Signorini kennen, die seine ersten Essays schätzten. Am Symbolismus interessiert, freundete er sich mit Vittorio Corcos an. In Florenz nahm er von 1885 bis 1889 an Ausstellungen teil.
Igino Supino wandte sich dem Studium der Kunstgeschichte zu; hörte seit 1886 am Istituto di Studi Superiori di Firenze Vorlesungen bei Pasquale Villari und Alessandro D’Ancona. Fortan bevorzugte er die positivistische Kunstgeschichtsschreibung vor dem Malerberuf. 1888 bis 1889 schrieb er in Rom, angeregt durch den Kunsthistoriker Adolfo Venturi (1856–1941), Beiträge u. a. für das satirische Blatt Don Chisciotte (erschienen 1887–1899).
1889 kehrte er als staatlicher Ispettore agli Scavi e Monumenti della Provincia di Pisa in seine Heimatstadt zurück und widmete sich dem Studium und der Pflege der Kunstwerke des Mittelalters und der Renaissance. Dazu wurde er 1892 von der Stadt Pisa als Conservatore della Pinacoteca Civica mit der Neueinrichtung des Städtischen Museums beauftragt, das er 1893 eröffnen konnte. Währenddessen publizierte er zahlreiche kunsthistorische Arbeiten, so über Giovanni Pisano, Tino di Camaino und Giovanni Bologna.
1896 zog er mit seiner Familie nach Florenz und übernahm die Leitung des Museo nazionale del Bargello. 1904 wurde er Direktor dieses Museums. Im November 1906 folgte er einem Ruf als Professor für Ästhetik und Kunstgeschichte an die Universität Bologna. 1933 wurde er emeritiert, arbeitete aber noch fünf Jahre an seiner Alma Mater am kunsthistorischen Institut, das er einst mitbegründet hatte. 1938 wurde ihm nach den damals geltenden Rassengesetzen der Zutritt verwehrt. So schrieb er in seinen letzten beiden Lebensjahren in seinem Haus in der Bologneser Via Dante Alighieri an einem weiteren Band über die Kunst in den Kirchen von Bologna. Letzteres Werk blieb unvollendet.

## Schriften (Auswahl)
- Il Camposanto di Pisa. Fratelli Alinari, Florenz 1896 (italienisch, archive.org).
- Beato Angelico. Fratelli Alinari, Florenz 1898 (französisch, archive.org).[1]
- Il medagliere mediceo nel R. Museo nazionale di Firenze (secoli XV–XVI)[2]. Fratelli Alinari, Florenz 1899 (italienisch, archive.org).
- Sandro Botticelli. Fratelli Alinari, B. Seeber, Florenz 1900 (italienisch, archive.org).[3]
- L'arte di Benvenuto Cellini. Fratelli Alinari, Florenz 1901 (italienisch, archive.org).[4]
- Fra Filippo Lippi. Fratelli Alinari, Florenz 1902 (italienisch, archive.org).[5]
- Arte pisana. Fratelli Alinari, Florenz 1904 (italienisch, archive.org).
- Les deux Lippi[6]. Fratelli Alinari, Florenz 1904 (französisch, archive.org).
- Gli albori dell'arte fiorentina: Architettura[7]. Fratelli Alinari, Florenz 1906 (italienisch, archive.org).
- I ricordi di Alessandro Allori. Tipografia Barbèra, Florenz 1908 (italienisch, archive.org).[8]
- L'architettura sacra in Bologna nei secoli XIII e XIV. Nicola Zanichelli, Bologna 1909 (italienisch, archive.org).
- La pala d'altare di Iacobello[9] e Pier Paolo dalle Masegne[10] nella chiesa di S. Francesco in Bologna. Tipografia Gamberini e Parmeggiani, Bologna 1915 (italienisch, archive.org).
- Giotto. Istituto di edizioni artistiche, Florenz 1920.[11]
- La basilica di San Francesco d'Assisi. Zanichelli, Bologna 1924.[12]
- Iacopo dalla Quercia. Casa editrice Apollo, Bologna 1926.[13]
- L'arte nelle chiese di Bologna. 2 Bände, Zanichelli, Bologna 1932.